# Часник оманливий
Часник оманливий, цибуля оманна (Allium decipiens) — вид трав'янистих рослин родини амарилісові (Amaryllidaceae), поширений у пд.-сх. Європі й зх. Азії.

## Опис
Багаторічна рослина 40–60 см завдовжки. Листочки оцвітини 4–4,5 мм довжиною, ланцетні, білуваті або білувато-рожеві. Листя лінійне, 5–10(15) мм завширшки. Суцвіття напівкулясте або майже кулясте, досить рі́дке.

## Поширення
Європа: Україна, пд.-зх. Росія; Азія: Туреччина, Казахстан.
В Україні зростає в степах, на трав'янистих схилах, у чагарниках — у Донецькому Лісостепу і в Степу. Входить у переліки видів, які перебувають під загрозою зникнення на територіях Дніпропетровської, Запорізької, Харківської областей.